# جيم هاريسون (لاعب هوكي الجليد)
جيم هاريسون هو لاعب هوكي الجليد كندي، ولد في 9 يوليو 1947 في Bonnyville ‏ في كندا.

## وصلات خارجية
- جيم هاريسون على موقع دوري الهوكي الوطني (الإنجليزية)
- جيم هاريسون على موقع EliteProspects.com (الإنجليزية)
- جيم هاريسون على موقع HockeyDB.com (الإنجليزية)
- جيم هاريسون على موقع Hockey-Reference.com (الإنجليزية)